# 新北市瑞芳區瓜山國民小學
新北市瑞芳區瓜山國民小學位於臺灣新北市瑞芳區石山里五號路306號，創校於1918年，為日治時期臺灣孩童就讀的瑞芳公學校金瓜石分校，至今仍是金瓜石地區（新山里、銅山里、 石山里、瓜山里）唯一的國民小學，並開放為新北市全市自由學區。

## 學校沿革
日治時期金瓜石地區因金銅礦業發展，才有大量人口移入，初期臺灣孩童在當地仁誠學堂就讀，或是必須步行瑞芳街上的瑞芳公學校學習。1918（大正7）年設立提供臺灣孩童就讀的瑞芳公學校金瓜石分校，也就是瑞芳區瓜山國民小學的前身。不過當時金瓜石分校規模小，僅設兩個班級，學制只到初等科四年級，修習高年級課程仍必須到瑞芳公學校就讀。
1922（大正11）年4月1日起，九分公學校金瓜石分校獨立，成為臺北州金瓜石公學校，設有3班。1941（昭和16）年日本政府廢除既有的小公學校制度，改為國民學校制，原來的金瓜石公學校，則改為金瓜石東國民學校，修業年限皆為初等科6年。
戰後1946年金瓜石東國民學校改稱瓜山國民學校，直到1968年實施九年國民教育，國民學校一律改為國民小學，目前校名為新北市立瓜山國民小學。

## 特色校園
瓜山國小是金瓜石地區具有百年歷史的學校，礦山的自然景觀、地質環境、礦業歷史等資源一直是瓜山國小的學習素材，校園走廊佈置成學習礦業知識與蕨類生態的「彩虹礦坑隧道」及「蕨類生態步道」，另設有淘金教室與礦石展覽空間，引導學生從學習知識到理解分享，擔任雙語校園導覽員，為預約訪客解說導覽。

## 歷屆校長
| 姓名     | 任期                        |
| -------- | --------------------------- |
| 古木正孝 | 1922 年 4 月—1926 年 1 月   |
| 石垣用芳 | 1926 年 1 月—1931 年 3 月   |
| 上野慶久 | 1931 年 4 月—1932 年 4 月   |
| 赤瀨川渏 | 1932 年 6 月—1942 年 8 月   |
| 山田龍藏 | 1942 年 8 月—1944 年 7 月   |
| 阪田隆一 | 1944 年 7 月—1945 年 11 月  |
| 余福壽   | 1945 年 12 月—1948 年 4 月  |
| 潘承德   | 1948 年 4 月—1951 年 6 月   |
| 朱嗣音   | 1951 年 9 月—1952 年 8 月   |
| 伍季山   | 1952 年 9 月—1957 年 4 月   |
| 鄭步墀   | 1957 年 4 月—1964 年 10 月  |
| 李存書   | 1964 年 10 月—1972 年 10 月 |
| 林威     | 1972 年 10 月—1984 年 8 月  |
| 呂傳忠   | 1984 年 8 月—1992 年 1 月   |
| 蔡春旺   | 1992 年 8 月—1997 年 8 月   |
| 王明玲   | 1997 年 8 月—2001年 8 月    |
| 劉耀宗   | 2001年 8 月—2005年 8 月     |
| 葉欲春   | 2005年 8 月—2008年 8 月     |
| 黃國鏘   | 2008年 8 月—2011年 8 月     |
| 蔡佩芳   | 2011年 8 月—2014年 8 月     |
| 吳木樹   | 2014年 8 月—2020年 8 月     |
| 沈美慧   | 2020年 8 月迄今             |